# Walkerana
Walkerana (Dahanukar, Modak, Krutha, Nameer, Padhye, and Molur, 2016) è un genere di anfibi anuri, appartenente alla famiglia Ranixalidae, presenti in India.

## Tassonomia
Comprende le seguenti specie:
- Walkerana diplosticta (Günther, 1876)
- Walkerana leptodactyla (Boulenger, 1882)
- Walkerana muduga Dinesh, Vijayakumar, Ramesh, Jayarajan, Chandramouli, and Shanker, 2020
- Walkerana phrynoderma (Boulenger, 1882)